# 핀란드 복음루터교회
핀란드 복음 루터 교회(핀란드어: Suomen evankelis-luterilainen kirkko, 스웨덴어: Evangelisk-lutherska kyrkan i Finland)는 16세기 종교 개혁으로 탄생한 루터교 종파 중 하나이다. 핀란드 정교회와 마찬가지로 핀란드의 주요 교회로 자리 매김하고 있다.

## 교리
핀란드 복음 루터 교회는 다음의 신조를 받들고 있다.
- 사도신경
- 니케아 신경
- 아타나시우스 신경
- 아우크스부르크 신앙고백
- 루터 소교리문답서

## 같이 보기
- 프레드릭스함 조약
- 덴마크 교회
- 아이슬란드 복음루터교회
- 노르웨이 교회
- 스웨덴 교회